# Пильная мельница
Пильная мельница — завод по обработке древесины на водной или ветряной тяге в XVII—XIX веках.

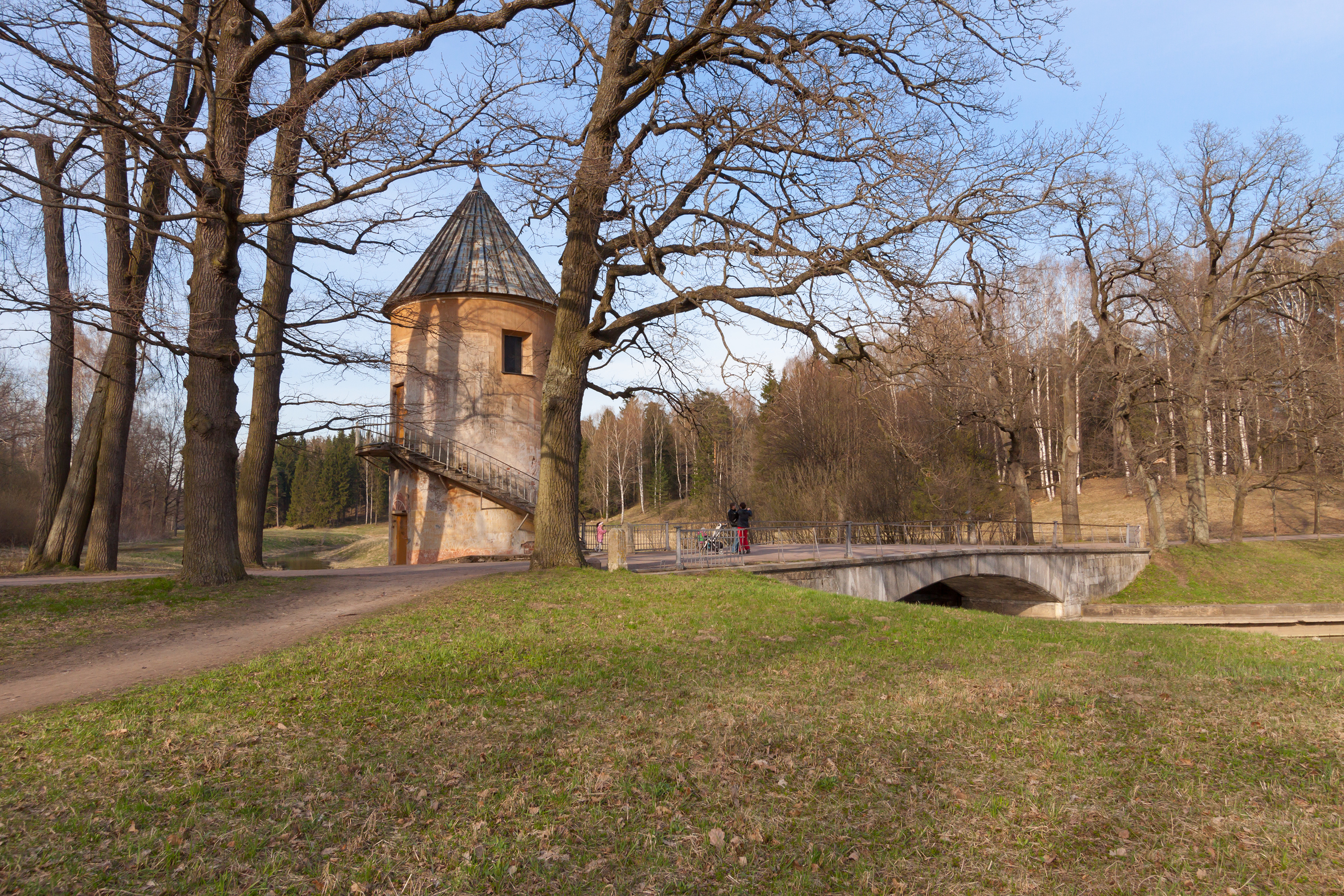
Пиль-башня в Павловске, бывшая пильная мельница

Одним из первых таких заводов в России была водяная Вавчужская «самодействующая пильная мельница» на водном приводе, построенная новгородцами Фёдором и Осипом Бажениными в 1680 году вблизи Архангельска. Пильные мельницы в России получили распространение при Петре I, впечатлённым изобретением Бажениных. Император обратил внимание на непроизводительность заготовки досок ручным способом, что вызывало даже дефицит древесины и резкое возрастание её цены. При строительстве Санкт-Петербурга была налажена механическая распилка дерева при помощи пилорам. Пётр I, понимая важность механизации обработки древесины, в 1721 году издаёт специальный указ, разрешающий сооружение частных пильных мельниц на государственных землях Петербургской провинции, а также обеспечивающий беспошлинные поставки леса на такие производства.
В первой половине XVIII века преобладали ветряные пильные мельницы, со временем распространились мельницы на водной тяге. Последние имели большую мощность, но ставились только на берегах полноводных или специально запруженных рек, их производительность сильно зависела от времени года. Количество пильных рам на мельницах было различным, от одной до трёх, часто пилорамы устанавливались на существующие мучные мельницы. Пилорама состояла из двух пил, которые двигались поступательно под действием вращательной энергии колёс мельницы.
Продукция пильных мельниц использовалась в строительстве, кораблестроении, после переработки стружечных материалов — в писчебумажном производстве.